# Owczary (Sainte-Croix)
Pour les articles homonymes, voir Owczary.
Owczary est une localité polonaise de la gmina de Busko-Zdrój, située dans le powiat de Busko en voïvodie de Sainte-Croix.